# Guiraut de Quintenac
Guiraut de Quintenac o Quintinac o Quentinhac (fl. XIII secolo) è  un trovatore occitano al quale vengono attribuiti porzioni di tre componimenti (di cui una stanza e dei versi nel Breviari d'amor), ma la cui identificazione resta problematica.
Forse è lo stesso Guillem de Quintenac, mentre Alfred Jeanroy lo identifica con Arnaut de Quintenac o Arnaut de Tintignac. Fonti documentali attestano nel XIII secolo un Guiraut de Quintenac in relazione con il conte Raimondo Berengario V di Provenza.